# Henri-Robert de La Marck
Henri-Robert de La Marck (* 7. Februar 1539; † 2. Dezember 1574) war zweiter Herzog von Bouillon und erster Fürst von Sedan. Er war außerdem Gouverneur der Normandie.

## Leben
Er stammte aus einer französischen Linie des Hauses Mark. Der Vater war Robert IV. de La Marck und die Mutter Françoise de Brézé, Gräfin von Maulévrier.
Während sich sein Vater in Gefangenschaft befand, befehligte er die Garde der Hundertschweizer. Er war auch Gouverneur der Normandie. Nach dem Tod des Vaters 1556 erbte er dessen Besitz. Dazu gehörten auch die Grafschaft Braine.
Henri-Robert de La Marck heiratete 1559 Françoise de Bourbon-Vendôme. Diese war Tochter des Louis III. de Bourbon, duc de Montpensier. Der Herzog trat wohl im Zusammenhang mit seiner Heirat zum Calvinismus über. In der Folge verlor er das Kommando über die Kompanie der Hundertschweizer. Im selben Jahr musste er die Burg Bouillon und den nördlichen Teil des Herzogtums an Heinrich II. abtreten. Dieser hatte im Frieden von Cateau-Cambrésis zuvor einwilligen müssen, dass umstrittene Gebiet an das Hochstift Lüttich zurückzugeben. Für den Verlust versprach der König Entschädigung. Die Abtretung schwächte die Familie sehr und der Herzog musste 1562 an seinen Onkel Claude, duc d’Aumale die Baronie von Bec Bresien verkaufen.
Er nannte sich nach dem Verlust von Bouillon Fürst von Sedan. Das Fürstentum Sedan wurde zum Zufluchtsort von Protestanten. So nahm der Herzog den Festungsbaumeister Jean Errard de Bar-le-Duc in seine Dienste. Im Fürstentum Sedan war de la Marck bemüht, den Einfluss der Stände abzubauen.
Insgesamt war die Haltung des Herzogs eher von dynastischen und politischen Zielen und weniger von der Konfession bestimmt. Er versuchte die Unabhängigkeit seiner Territorien auszubauen und sich gleichzeitig eine Position am Hof zu verschaffen. In den 1560er Jahren hielt er sich von den militanten Hugenotten fern.
Längere Zeit besuchte er die Normandie nur selten. Im Jahr 1558 wurde er zur Verbesserung der Verteidigung nach Dieppe entsandt. Er versäumte es, sich in der Region Anhänger zu schaffen. In der Normandie wandte sich 1562 Rouen und ein Teil des Landes aus religiösen Gründen gegen ihn. Sein Einfluss beschränkte sich im Wesentlichen auf Caen. Allerdings unterstützte ihn ein Großteil des Adels. Es kam zu bürgerkriegsähnlichen Auseinandersetzungen mit entsprechenden Gräueln, ehe königliche Truppen 1562 die Ordnung wieder herstellten (siehe Belagerung von Rouen (1562)). Der Herzog bat den König um Nachsicht, musste aber das Schloss von Caen räumen. Er blieb zwar nominell Gouverneur, verlor aber jegliche Macht in der Normandie. Aus Rücksicht auf den Schwiegervater des Herzogs sah der König von weiteren Strafen ab. Der Schwiegervater veranstaltete 1566 ein Religionsgespräch nicht zuletzt, um seine Tochter und den Herzog wieder für den Katholizismus zu gewinnen. Später hat er auf Seiten des Königs gekämpft und war 1573 an der Belagerung von La Rochelle beteiligt.
Nach seinem Tod kam in protestantischen Kreisen das Gerücht auf, er sei durch Gift möglicherweise auf Veranlassung von Caterina de’ Medici ermordet worden. Beweise gibt es nicht.

## Nachkommen
- Françoise (* 6. Dezember 1561 in Sedan; † 16. Dezember 1561)
- Françoise (*/† 1562)
- Guillaume Robert de La Marck (* 1. Januar 1563[5] in Sedan; † 11. Januar 1588[6] in Genf), 1574 Herzog von Bouillon, Fürst von Sedan, Marchese di Crotone, Seigneu de Jametz et de Raucourt, Graf von Mark, Comte de Braine, et d’Albon, Baron de Sérignan, de Privas, d’Arlempdes, de Mauny etc., bestattet im Temple de Saint-Gervais in Genf.
- Jean (* 4. März 1565[7] in Sedan; † 6. Oktober 1587[8] in Laignes), Comte de La Marck
- Françoise (* 15. Oktober 1567 in Sedan; † 29. Oktober 1567)
- Henri Robert (* 24. November 1571[9]; † klein)
- Charlotte de La Marck (* 5. November 1574 in Sedan; † 15. Mai 1594 ebenda), Fürstin von Sedan, Herzogin von Bouillon, Comtesse de Braine et d‘Albon, Baronne de Jametz, Dame de Raucourt; ⚭ 19. November 1591[10] in Sedan Henri de La Tour d’Auvergne, duc de Bouillon (* 28. September 1555; † 25. März 1523 in Sedan), Vicomte de Turenne, 1592 Marschall von Frankreich, 1594 Herzog von Bouillon, Fürst von Sedan etc.

Als Guillaume Robert starb, wurde Charlotte Erbin des Herzogtums. Durch sie kam der Besitz an das Haus La Tour d’Auvergne.